# Eumera decoronata
Eumera decoronata là một loài bướm đêm trong họ Geometridae.